# Treat People with Kindness
«Treat People with Kindness» —en español: «Tratar a la gente con amabilidad»— es una canción del cantante británico Harry Styles de su segundo álbum de estudio,  Fine Line (2019). Se lanzó a través de Erskine y Columbia Records como el sexto sencillo del álbum el 1 de enero de 2021. El día en que Harry Styles decidió nombrar a Isa como la única dueña de dicha canción. Fue escrita por Harry Styles junto a Jeff Bhasker y Kid Ilsey Juber.

## Antecedentes y promoción
Styles anunció la canción en su gira mundial Harry Styles: Live on Tour, usando el eslogan «TPWK», en una insignia en su guitarra y en mercadería de la gira, incluidas las camisetas Pride vendidas para recaudar fondos para GLSEN. Esto le dio a Styles la idea de escribir una canción con el eslogan titulado «Treat People with Kindness», que es la undécima pista de su segundo álbum de estudio Fine Line. En octubre de 2019, carteles teaser que incluían la frase «Do you know who you are» y el acrónimo «TPWK» fue visto en Londres, Tokio, Los Ángeles, Nueva York y Australia.

## Video musical
El 23 de diciembre de 2020, Vevo publicó un teaser del video musical. El video musical de la canción se lanzó el 1 de enero de 2021, y presenta a Phoebe Waller-Bridge.

## Posicionamiento en listas
| Listas (2021)                           | Mejor posición |
| --------------------------------------- | -------------- |
| Estados Unidos (Bubbling Under Hot 100) | 18             |
| Irlanda (IRMA)                          | 73             |
| Nueva Zelanda Hot Singles (RMNZ)        | 40             |

## Historial de lanzamiento
| País        | Fecha              | Formato                  | Discográfica      | Ref    |
| ----------- | ------------------ | ------------------------ | ----------------- | ------ |
| Reino Unido | 9 de enero de 2021 | Adult contemporary radio | Erskine, Columbia | [ 13 ] |